# نيك شيري
نيك شيري (بالإنجليزية: Nick Sherry)‏ هو سياسي أسترالي، ولد في 19 نوفمبر 1955 في لندن في المملكة المتحدة. حزبياً، نشط في حزب العمال الأسترالي. وقد انتخب عضو مجلس الشيوخ الأسترالي ‏ عن دائرة Tasmania ‏ (1 يوليو 1990 – 1 يونيو 2012).